# Schloss Weidenburg

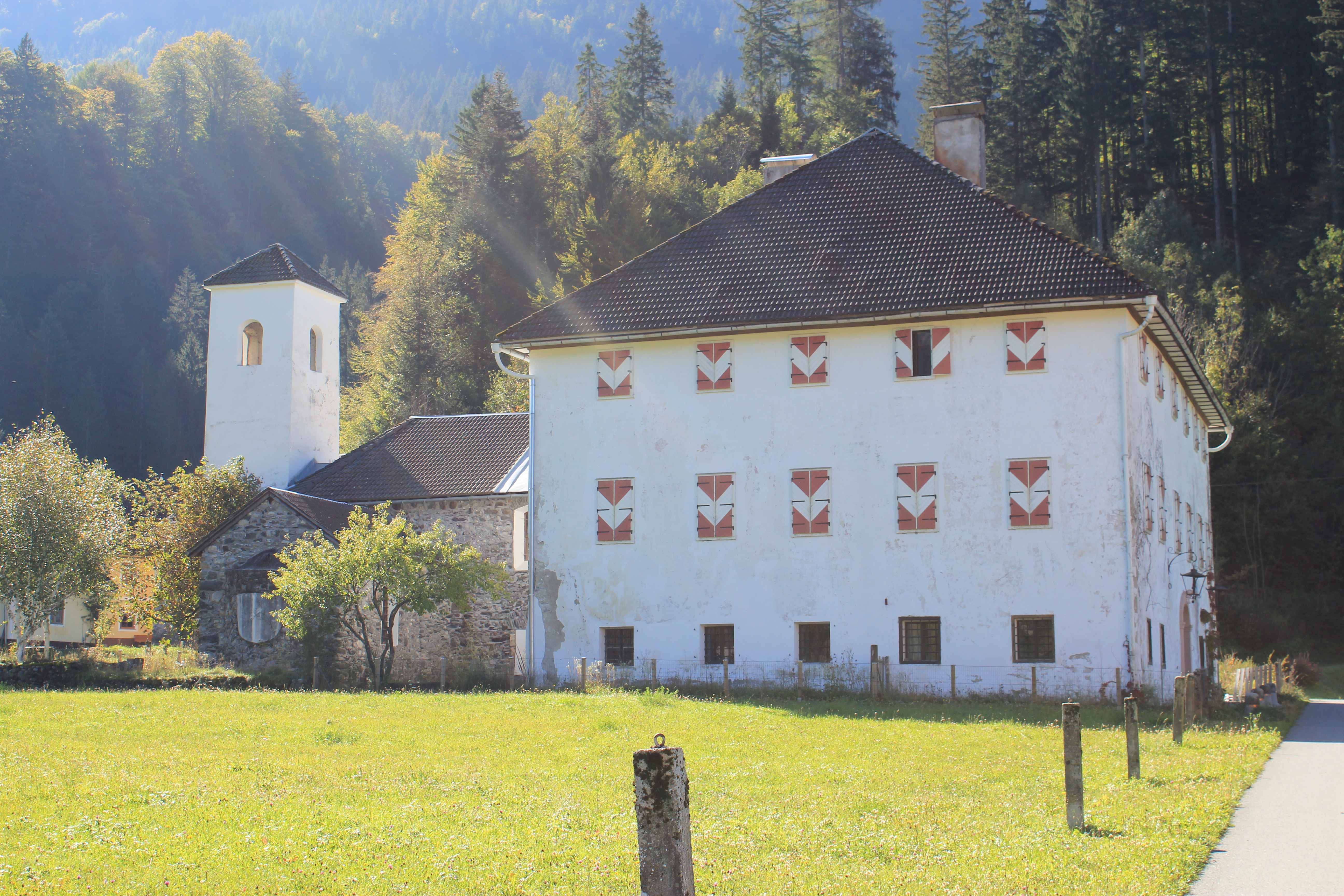
Schloss Weidenburg in der Gemeinde Kötschach-Mauthen

Das Schloss Weidenburg steht unterhalb der Burgruine Weidenburg im Südosten der Gemeinde Kötschach-Mauthen.
Die erste urkundliche Erwähnung des Schlosses stammt aus dem Jahr 1615, als die Anlage von Paul Khevenhüller an Christof Khrayl verkauft wurde. Von 1630 bis in die Mitte des 18. Jahrhunderts war das Schloss im Besitz der Familie Fromiller. Das dreigeschoßige Schloss ist ein schlichter, dreigeschoßiger, kubischer Bau mit einem Walmdach aus dem 16. Jahrhundert. Im Osten ist eine Kapelle angebaut. 
Die Kapelle ist ein Rechteckbau mit erneuerten Mauerteilen und wieder aufgemauertem, quadratischem Turm, der in die Chormitte einschneidet. Der Turm besitzt Mauerschlitze und Segmentbogen-Schallfenster. Nordseitig ist an der Kapelle ein kleiner Raum angebaut, der vermutlich als Sakristei gedient hat. In den Jahren 1994/95 wurde die Kapelle adaptiert und restauriert.